# Ferd'nand
Ferd’nand er en humoristisk tegneserie-stribe, der blev skabt af Mik (Henning Dahl-Mikkelsen) i 1937. Stribens hovedfigur er Ferd’nand med den gule filthat. Striben er atypisk, da den ikke indeholder talebobler eller anden form for tekst. I de nyeste striber forekommer dog en gang imellem lydbeskrivelser af universel art som "Crash", "Pop" og "Sniff"
Serien har siden kort efter sin fødsel været en succes både i Danmark og i udlandet, og alle årene er det københavnske P.I.B., der har forestået syndikeringen. Efter Miks død i 1982 blev serien fortsat af Al Plastino, og fra 1989 og frem til 2012 er den blevet tegnet af Henrik Rehr.

## Universet
Ud over den joviale Ferd’nand selv optræder jævnligt hans kone samt sønnen på omkring 10 år, der er en minikopi af Ferd’nand med den typiske hat som særligt kendetegn. 
Mange af striberne viser episoder fra hverdagslivet: De små kontroverser mellem mand og kone i et ægteskab, der har varet måske femten år. Ferd'nand har et godt øje til andre – i forhold til konen smartere – kvinder, men det resulterer ofte iet hvast blik fra fruen.
Nogle striber spiller på de barnlige løjer, som sønnen kan lave, andre handler om Ferd’nands mange fritidsaktiviteter, og atter andre viser Ferd’nand i arbejdssituationen på kontoret eller andre jobsituationer (han har forskellige job, efter hvad vittigheden nu kræver).
Ud over lydbeskrivelserne bruges der i striberne ofte tegn som udråbstegn og spørgsmålstegn. Udråbstegnene er symboler for større talestrømme, for eksempel når konen skælder Ferd’nand ud. Desuden bruges de traditionelle Z'er som symbol på søvn.

## Ekstern henvisning
- Tegneseriemuseet – Ferd’nand galleri. Arkiveret 28. juni 2009 hos  Wayback Machine (Webside ikke længere tilgængelig)
- Daglige udskiftede striber med Ferd’nand. Arkiveret 24. oktober 2005 hos  Wayback Machine (Webside ikke længere tilgængelig)
- Äldsta medarbetaren fyller 80. Arkiveret 4. februar 2017 hos  Wayback Machine (svensk)